# Eriospermum patentiflorum
Eriospermum patentiflorum là một loài thực vật có hoa trong họ Măng tây. Loài này được Schltr. mô tả khoa học đầu tiên năm 1898.